# Transiting Exoplanet Survey Satellite
Transiting Exoplanet Survey Satellite (TESS) là một kính viễn vọng không gian cho chương trình Explorers của NASA, được thiết kế để tìm kiếm các hành tinh ngoài Hệ Mặt Trời sử dụng phương pháp vận chuyển trong một khu vực lớn hơn 400 lần so với nhiệm vụ của kính viễn vọng Kepler. Nó được phóng vào ngày 18 tháng 4 năm 2018 trên đỉnh một tên lửa đẩy Falcon 9. Trong nhiệm vụ chính của mình, nó dự kiến sẽ tìm thấy hơn 20.000 hành tinh ngoài Hệ Mặt Trời, so với khoảng 3.800 hành tinh dạng này được biết khi nó được phóng lên.
Mục tiêu nhiệm vụ chính của TESS là khảo sát các ngôi sao sáng nhất gần Trái Đất để quá cảnh hành tinh qua một khoảng thời gian hai năm. Dự án TESS sẽ sử dụng một loạt các camera trường rộng để thực hiện khảo sát 85% bầu trời. Với TESS, có thể nghiên cứu khối lượng, kích thước, mật độ và quỹ đạo của một nhóm lớn các hành tinh nhỏ, bao gồm một mẫu các hành tinh đá trong các khu vực sinh sống của các ngôi sao chủ của chúng.
TESS sẽ cung cấp các mục tiêu chính để mô tả đặc tính của Kính viễn vọng Không gian James Webb, cũng như các kính thiên văn dựa trên mặt đất và không gian lớn khác trong tương lai. Trong khi các cuộc khảo sát trên bầu trời trước đây với các kính thiên văn trên mặt đất chủ yếu phát hiện ra hành tinh khổng lồ, TESS sẽ kiểm tra một số lượng lớn các hành tinh nhỏ xung quanh các ngôi sao gần nhất trên bầu trời. TESS sẽ ghi lại các ngôi sao trình tự chính gần nhất và sáng nhất lưu trữ các hành tinh ngoại tuyến xuyên qua, đó là những mục tiêu thuận lợi nhất cho các cuộc điều tra chi tiết.
TESS sẽ sử dụng một quỹ đạo hình elip mới với một điểm viễn địa xấp xỉ khoảng cách của Mặt Trăng và điểm cận địa 108.000 km, phía trên các vệ tinh không đồng bộ. TESS sẽ quỹ đạo Trái Đất hai lần trong thời gian Mặt trăng quay quanh một lần, cộng hưởng 2: 1 với Mặt trăng. Quỹ đạo dự kiến sẽ duy trì ổn định trong tối thiểu 10 năm.
Được dẫn dắt bởi Viện Công nghệ Massachusetts với nguồn tài trợ từ Google, TESS là một trong 11 đề xuất được chọn để tài trợ cho NASA trong tháng 9 năm 2011, giảm so với 42 đề xuất ban đầu được gửi vào tháng 2 năm đó. Vào ngày 5 tháng 4 năm 2013, nó đã được thông báo rằng TESS, cùng với Neutron Star Interior Composition Explorer (NICER), đã được chọn để phóng lên.

## Lịch sử
Nguồn gốc của TESS là vào đầu năm 2006, khi một thiết kế được phát triển từ sự tài trợ của cá nhân, Google và Quỹ Kavli. Trong năm 2008, MIT đề xuất TESS trở thành một nhiệm vụ đầy đủ của NASA và đệ trình nó cho chương trình Small Explorer tại Goddard Space Flight Center, nhưng nó không được chọn. Nó được gửi lại vào năm 2010 với tư cách là một nhiệm vụ của chương trình Explorers, và đã được phê duyệt vào năm 2013 với tư cách là một nhiệm vụ Medium Explorer. TESS đã thông qua đánh giá thiết kế quan trọng của mình (CDR) vào năm 2015, cho phép sản xuất vệ tinh bắt đầu. Trong khi Kepler có chi phí 640 triệu USD khi phóng, TESS chỉ tốn 200 triệu USD (cộng với 87 triệu USD để phóng).